# 47 الدب الأكبر c
47 الدب الأكبر ج هو كوكب خارج المجموعة الشمسية يدور حول النجم 47 الدب الأكبر في كوكبة الدب الأكبر كل 2594 يوما. يعتقد أنه كوكب غازي نظرا لكبر كتلته التي تعادل 251.8 من كتلة الأرض، أو 0.792 من كتلة المشتري. في حين يعتقد أن قطره يقارب ال 66000 كيلومتر. يعتقد أن معدل درجة الحرارة على سطح 47 الدب الأكبر ب يصل إلى 133 درجة مئوية تحت الصفر. يبلغ قطر مدار الكوكب 3.79 وحدة فلكية. اكتشف الكوكب سنة 2002 من قبل ديبرا فيشر، جيوفري مارسي ور. باول بتلر.
الكوكب 47 الدب الأكبر ج هو الكوكب الثاني المكتشف حول النجم 47 الدب الأكبر والأبعد عنه. الكوكب الأول هو 47 الدب الأكبر ب.